# Lodewijk Bolk

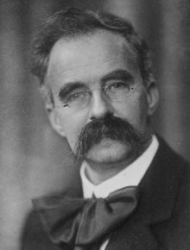
Lodewijk Bolk

Lodewijk "Louis" Bolk (ur. 10 grudnia 1866 w Overschie, zm. 17 czerwca 1930 w Amsterdamie) – holenderski anatom. Twórca teorii neotenii, rozwiniętej później przez Gavina de Beera i Stephena Jay Goulda. Pamiętany jest również za prace nad anatomią móżdżku. 

## Wybrane prace
- Über Lagerung, Verschiebung und Neigung des Foramen Magnum am Schädel der Primaten. "Zeitschr. Morphol Anatom" 17 / 1915 s 611-692.
- Das Problem der Menschwerdung, Jena 1926
- Handbuch der vergleichenden Anatomie der Wirbeltiere, L. Bolk et al., 1937